# Guerino Vanoli Basket 2018-2019
Questa voce raccoglie le informazioni riguardanti la Guerino Vanoli Basket nelle competizioni ufficiali della stagione 2018-2019.

## Stagione
La stagione 2018-2019 della Guerino Vanoli Basket sponsorizzata Vanoli, è la 10ª nel massimo campionato italiano di pallacanestro, la Serie A.

## Roster
Aggiornato al 13 dicembre 2018.
| Vanoli Cremona 2018-19 | Vanoli Cremona 2018-19 |
| Giocatori              | Staff tecnico          |
| ---------------------- | ---------------------- |

| N. | Naz.                                            | Ruolo | Nome                | Anno | Alt.   | Peso   |  |
| -- | ----------------------------------------------- | ----- | ------------------- | ---- | ------ | ------ |  |
| 1  | Stati Uniti (bandiera)                          | AP    | Wesley Saunders     | 1993 | 196 cm | 99 kg  |  |
| 2  | Italia (bandiera)                               | A     | Antonello Baggi     | 2001 | 198 cm |        |  |
| 5  | Italia (bandiera)                               | P     | Giacomo Sanguinetti | 1990 | 181 cm | 84 kg  |  |
| 6  | Italia (bandiera)                               | AG    | Giulio Gazzotti     | 1991 | 202 cm | 104 kg |  |
| 7  | Stati Uniti (bandiera) · Italia (bandiera)      | P     | Travis Diener (C)   | 1982 | 195 cm | 79 kg  |  |
| 8  | Italia (bandiera)                               | AG    | Giampaolo Ricci     | 1992 | 201 cm | 102 kg |  |
| 9  | Stati Uniti (bandiera)                          | G     | Tre Demps           | 1993 | 188 cm | 90 kg  |  |
| 10 | Italia (bandiera)                               | P     | Michele Ruzzier     | 1993 | 185 cm | 82 kg  |  |
| 11 | Italia (bandiera) · Svizzera (bandiera)         | G     | Marco Portannese    | 1989 | 192 cm | 85 kg  |  |
| 12 | Sudan del Sud (bandiera) · Australia (bandiera) | AC    | Mangok Mathiang     | 1992 | 208 cm | 104 kg |  |
| 16 | Italia (bandiera)                               | AP    | Dario Boccasavia    | 1998 | 196 cm | 85 kg  |  |
| 22 | Stati Uniti (bandiera)                          | GA    | Drew Crawford       | 1990 | 196 cm | 98 kg  |  |
| 23 | Stati Uniti (bandiera)                          | AG    | Peyton Aldridge     | 1995 | 203 cm | 102 kg |  |
| 24 | Serbia (bandiera)                               | GA    | Vojislav Stojanović | 1997 | 199 cm | 98 kg  |  |
|    | Italia (bandiera)                               | P     | Alessandro Ariazzi  | 2001 | 189 cm | 75 kg  |  |
|    | Italia (bandiera)                               | P     | Alessandro Feraboli | 2001 | 190 cm |        |  |

| Allenatore                                                                                     |
| - Romeo Sacchetti                                                                              |
| Assistente/i                                                                                   |
| - Simone Bianchi - Flavio Fioretti Legenda - (C) Capitano - (IN) Inattivo - Infortunato Roster |

## Mercato

### Sessione estiva
| Acquisti | Acquisti         | Acquisti           | Acquisti   | Acquisti |
| R.a      | Nome             | da                 | Modalità   |          |
| -------- | ---------------- | ------------------ | ---------- | -------- |
| G        | Tre Demps        | Mons-Hainaut       | definitivo |          |
| AP       | Wesley Saunders  | Joensuun Kataja    | definitivo |          |
| AP       | Drew Crawford    | Mac. Rishon LeZion | definitivo |          |
| AG       | Peyton Aldridge  | Davidson Wildcats  | definitivo |          |
| AC       | Mangok Mathiang  | Charlotte Hornets  | definitivo |          |
| AP       | Dario Boccasavia |                    | definitivo |          |

| Cessioni | Cessioni            | Cessioni           | Cessioni       | Cessioni |
| R.       | Nome                | a                  | Modalità       |          |
| -------- | ------------------- | ------------------ | -------------- | -------- |
| G        | Drake Diener        |                    | ritirato       |          |
| AP       | Kelvin Martin       | Virtus Bologna     | fine contratto |          |
| A        | Simone Fontecchio   | Olimpia Milano     | fine prestito  |          |
| C        | Henry Sims          | Virtus Roma        | fine contratto |          |
| PG       | Darius Johnson-Odom | Minnesota T'wolves | fine contratto |          |
| AG       | Landon Milbourne    | Maccabi Ashdod     | fine contratto |          |

### Dopo l'inizio della stagione
| Acquisti | Acquisti            | Acquisti        | Acquisti         | Acquisti   |
| R.       | Nome                | da              | Data             | Modalità   |
| -------- | ------------------- | --------------- | ---------------- | ---------- |
| GA       | Vojislav Stojanović | Auxilium Torino | 26 novembre 2018 | definitivo |
| P        | Giacomo Sanguinetti | Mens Sana Siena | 29 marzo 2019    | definitivo |

| Cessioni | Cessioni         | Cessioni        | Cessioni         | Cessioni    |
| R.       | Nome             | a               | Data             | Modalità    |
| -------- | ---------------- | --------------- | ---------------- | ----------- |
| G        | Marco Portannese | Auxilium Torino | 9 novembre 2018  | risoluzione |
| G        | Tre Demps        | Kolossos Rodi   | 25 febbraio 2019 | risoluzione |